# Espace culturel E. Leclerc
Un Espace Culturel E.Leclerc est une structure de type « grande surface », commercialisant des livres, des produits audio et vidéo, des jeux vidéo, ainsi que du loisir créatif et de la papeterie. Chaque espace culturel est la propriété d'un adhérent du Mouvement E.Leclerc.
Le site est exploité par la société L-Commerce

## Origines

Centre commercial Le Méridien à Tarbes, berceau des centres culturels E. Leclerc

Dans les années 1960 déjà, les livres de la Bibliothèque rose et de la Bibliothèque verte, ainsi que des romans-photos, sont vendus dans les centres distributeurs E.Leclerc, sur les linéaires des rayons bazar. Le niveau de vie des Français augmente en même temps que la part du budget qu’ils consacrent à la culture. Répondant à ce besoin, le Livre de poche et « J’ai lu » révolutionnent le monde de l’édition. Ces nouvelles collections, ainsi que des best-sellers, sont commercialisés dans les grandes surfaces. De son côté, la Fnac s’est considérablement développée en vendant des livres à marge réduite.
Dans les années 1970, le Mouvement E. Leclerc étoffe son offre littéraire, le plus souvent dans l’enceinte des hypermarchés. À Tarbes cependant, pour la première fois, en 1974, le rayon « livres » est externalisé : la première librairie E.Leclerc est ouverte sous le nom de « Pop Culture », par Nicole Bélit, sœur des propriétaires des centres E.Leclerc de Tarbes.

### Identité visuelle

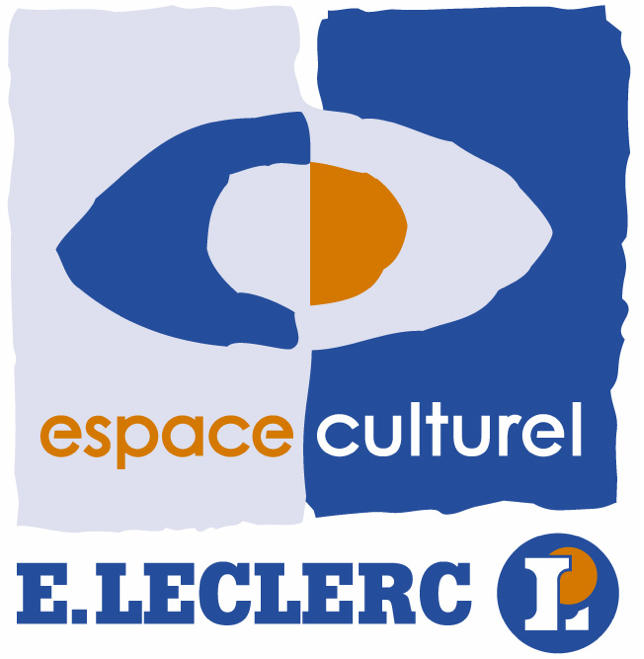
Logo de 1981 à l'automne 2012.
Logo depuis l'automne 2012.

## Le débat autour du prix unique du livre
La commercialisation des livres en dehors des librairies traditionnelles suscite un violent débat en France : le livre est-il un produit comme les autres ? À la fin des années 1970, des libraires indépendants, en tête desquels Jérôme Lindon, le fondateur et directeur des Éditions de Minuit, militent en faveur d’un prix unique du livre. Face à eux, la Fnac et Mouvement E. Leclerc  arguent de la démocratisation de la culture et sont favorables à la liberté du prix du  livre. Figurant sur le programme électoral de François Mitterrand, la loi Lang, adoptée le 10 août 1981, établit la spécificité du livre : en tant que création, il ne peut être soumis aux mêmes règles commerciales que n’importe quel bien. Elle limite donc à 5 % les rabais autorisés sur les livres.
E. Leclerc condamne cette mesure et décide de pratiquer des rabais plus importants et donc, illicites. Deux prix sont affichés en magasin : le prix Lang et le prix Leclerc. L’affaire est portée devant la Cour de justice des communautés européennes en janvier 1985, qui impose que la loi Lang soit modifiée de façon à ne pas être appliquée aux livres importés en langue française (elle l’était déjà pour les livres importés en général). Le Mouvement poursuit cependant sa politique commerciale proposant des prix E. Leclerc et en 1987, 10 éditeurs parmi les plus importants, refusent de fournir les centres E. Leclerc. En 1988, la Cour de justice des communautés européennes entérine, en définitive, la loi Lang.

## Après un démarrage lent, le boum des espaces culturels dans les années 2000
À la fin des années 1980, les centres Leclerc proposent une offre littéraire fournie et diversifiée et totalisent l’un des trois premiers chiffres d’affaires des libraires français.
Après l'expérience de Tarbes, le premier espace culturel est inauguré à Pau en 1989. Trois années d’expérimentation positive dans cette ville pionnière permettent de mettre au point un modèle-type d’espace culturel qui est proposé, à partir de 1993, à l’ensemble des membres du Mouvement E.  Leclerc. En 1997, le Mouvement compte cependant seulement 19 espaces culturels. C’est véritablement dans les années 2000 qu’ils se développent : ils sont 100 en 2006 et en 2011, le 200e est inauguré. En 2013, 230 magasins sont implantés en France. Sur toute l'année 2013 les espaces culturel E. Leclerc ont vu leurs ventes augmenter de 5 % se plaçant en numéro derrière la FNAC.
Les Espaces Culturels E.Leclerc sont devenus en 2012 le deuxième diffuseur de produits culturels en France (premier pour les BD, deuxième libraire et troisième disquaire de France), ce qui leur vaut d'être accusés de marchandisation de la culture, comme la Fnac, Amazon, Lagardère (à travers l'enseigne Virgin).